# Protomyzon griswoldi
Protomyzon griswoldi is een straalvinnige vissensoort uit de familie van de steenkruipers (Balitoridae). De wetenschappelijke naam van de soort is voor het eerst geldig gepubliceerd in 1952 door Hora & Jayaram.